# Soogi Kang
Soogi Kang (koreanisch 강수기; * 1957 in Pohang, Südkorea) ist eine Schauspielerin.

## Leben
Soogi Kang wurde 1957 in Südkorea geboren.
1998 hatte Kang in dem Fernsehfilm Jagdsaison ihren ersten Auftritt. 2003 erhielt sie ihre erste Rolle in der Fernsehserie Mit Herz und Handschellen. 2007 bis 2012 hatte sie ihre erste wiederkehrende Rolle in der Fernsehserie Tatort. 2019 bis 2023 hatte Kang in sieben Folgen der Fernsehserie Toni, männlich, Hebamme eine Rolle inne.

## Filmografie
- 1998: Jagdsaison (Fernsehfilm)
- 2003: Mit Herz und Handschellen (Fernsehserie, Folge 1x07)
- 2004: Liebe süß-sauer: Die Verlobte aus Shanghai (Fernsehfilm)
- 2006: Abschnitt 40 (Fernsehserie, Folge 5x03)
- 2007–2012: Tatort:
  - 2007: Der Traum von der Au
  - 2008: Der tote Chinese
  - 2012: Tote Erde
- 2008: In 3 Tagen bist du tot 2
- 2009: Die Pfefferkörner (Fernsehserie, Folge 6x12)
- 2009: Horst Schlämmer – Isch kandidiere!
- 2009: Krimi.de (Fernsehserie, Folge 6x04)
- 2010: Der Ghostwriter (The Ghost Writer)
- 2010: Danni Lowinski (Fernsehserie, Folge 1x01)
- 2010: Tiger-Team – Der Berg der 1000 Drachen
- 2011: Der Kriminalist (Fernsehserie, Folge 5x05)
- 2012: Plötzlich 70! (Fernsehfilm)
- 2012: Wir wollten aufs Meer
- 2012–2013: Polizeiruf 110:
  - 2012: Stillschweigen
  - 2013: Kinderparadies
- 2012, 2017: Schnell ermittelt (Fernsehserie, 2 Folgen)
- 2013: SOKO Leipzig (Fernsehserie, Folge 14x05)
- 2015: Nele in Berlin (Fernsehfilm)
- 2015: Mein Schwiegervater, der Stinkstiefel (Fernsehfilm)
- 2016: Sibel & Max (Fernsehserie, Folge 2x06)
- 2017: Das Nebelhaus (Fernsehfilm)
- 2018: SOKO Stuttgart (Fernsehserie, Folge 9x18)
- 2018: Alarm für Cobra 11 – Die Autobahnpolizei (Fernsehserie, Folge 23x19)
- 2019: O Beautiful Night
- 2019: 8 Tage (Miniserie, Folge 1x04)
- 2019–2024: Toni, männlich, Hebamme
  - 2019: Allein unter Frauen
  - 2019: Daddy Blues
  - 2020: Sündenbock
  - 2020: Eine runde Sache
  - 2021: Nestflucht
  - 2021: Gestohlene Träume
  - 2023: Eine Klasse für sich
  - 2023: Mächtig schwanger
  - 2024: Baby im Korb
  - 2024: Das Glück der Anderen
- 2020: Think Big! (Fernsehserie, Folge 1x07)
- 2020: Helen Dorn (Fernsehserie, Folge 1x13 Helen Dorn: Kleine Freiheit)
- 2021: Wir Kinder vom Bahnhof Zoo (Fernsehserie, Folge 1x03)
- 2022: Morden im Norden (Fernsehserie, Folge 8x08)

## Hörspiele (Auswahl)
- 2012: Daniel Wedel: Double Happiness (2 Teile) (Mutter) – Realisation und Regie: Daniel Wedel (Original-Hörspiel – WDR)
- 2016: Katja Röder: Radio-Tatort: Tod im Sechzehner (Wanh Gangal) – Regie: Alexander Schuhmacher (Originalhörspiel, Kriminalhörspiel – SWR)
- 2022: Patty Kim Hamilton: Peeling Oranges (Halmoeni – korean. Großmutter) – Regie: Mia Spengler (Hörspielbearbeitung – SWR)
- 2023: Hye-jin Kim: Die Tochter (Mutter) – Bearbeitung und Regie: Eva Solloch (Hörspielbearbeitung – NDR)

Quelle: ARD-Hörspieldatenbank